# 崔连润
崔连润（1950年—），河北人，中国评剧表演艺术家，一级演员，中国戏剧梅花奖二度梅获得者。

## 生平
1965年毕业于天津市戏曲学校，后分配到天津市评剧院任演员。师从孙桂君、鲜灵霞、莲小君、小花玉兰等。